# Подлипци
Подлипци је насељено место у Босни и Херцеговини у општини Јајце. Административно припада Федерацији Босне и Херцеговине, односно њеном Средњобосанском кантону. Према попису становништва из 2013. у насељу је било 208 становника, а већинску популацију у насељу чинили су Бошњаци.  

## Становништво
По последњем службеном попису становништва из 2013. године у насељу Подлипци живело је 208 становника, а село је било етнички хетерогено са мешовитом бошњачко-хрватском  популацијом.
| Националност | 2013. | 1991.        | 1981.        | 1971.        |
| Бошњаци      | —     | 160 (59,48%) | 148 (57,59%) | 126 (58,88%) |
| Хрвати       | —     | 106 (39,41%) | 99 (38,52%)  | 88 (41,12%)  |
| Црногорци    | —     | 0            | 1 (0,38%)    | 0            |
| Југословени  | —     | 1 (0,37%)    | 9 (3,50%)    | 0            |
| остали       | —     | 2 (0,74%)    | 0            | 0            |
| Укупно       | 208   | 269          | 257          | 214          |